# Kutriv, Horohiv
Kutriv (în ucraineană Кутрів) este un sat în comuna Merva din raionul Horohiv, regiunea Volînia, Ucraina.

## Demografie
Componența lingvistică a localității Kutriv
     Ucraineană (99,1%)
     Alte limbi (0,72%)
Conform recensământului din 2001, majoritatea populației localității Kutriv era vorbitoare de ucraineană (99,1%), existând în minoritate și vorbitori de alte limbi.